# Andorfine Records
Andorfine Records ist ein deutsches Plattenlabel, das 2001 von Dirk Waldt gegründet wurde.

## Geschichte
Andorfine Records ist ein Sublabel von Andorfine Media, zu dem die Labels Andorfine Records (Labelcode 13764), Attention Records (Labelcode 18673), Pround Digital (Labelcode 29974), Metrodisco (Labelcode 29975), gehören.
Seit der Gründung veröffentlichte Andorfine als weltweit erste Plattenfirma Cascadas Debüt-Singles, Miracle, Bad Boy und Everytime We Touch. 2006 erteilte Andorfine eine Sublizenz für Cascadas Songs an Universal Germany. Mit Hilfe von Universal gelang es dann mit Everytime We Touch die Top 10 der Deutschen und Englischen Charts sowie die Top 100 etlicher weiterer Länder zu erreichen. Cascada gehört mit sechs Platin- und einer Gold-Auszeichnung zu den erfolgreichsten Künstlern von Andorfine Records.
Weitere Künstler, die bei Andorfine Records unter Vertrag stehen, sind Kim Leoni, Crew 7, DJ LBR, Brisby & Jingles, Cuba Club, Ben Ivory und Sunrider.
2009 wurde der Andorfine-Song Sunrider – The Bomb in dem amerikanischen Kinofilm The Switch mit Jennifer Aniston und Jason Bateman verwendet. Der Film kam Ende 2010 in die deutschen Kinos.
Mit Crew 7 releaste Andorfine zwei Titel, die bisher von ihren Urhebern keine Freigabe für Remixe/Cover im EDM/Dance Bereich erhalten hatten. 2010 wurde Thunderstruck von AC/DC released. Ein zuvor 2005 erschienener Cover von Blizzard Brothers Inc. hatte seine Freigabe erst zu spät im Nachhinein bekommen. 2011 wagte sich das Label an den Klassiker von Michael Jackson „Billie Jean“ heran und bekam überraschend eine Freigabe.
In Zusammenarbeit mit dem Roba Music Verlag, einem der größten unabhängigen Musikverlage in Europa, gründete Andorfine Media 2012 den Verlag „Edition Andorfine Media“.
Seit 2012 ist Andorfine Media mit seinem YouTube-Channel offizieller YouTube-Partner.
Mit Brisby & Jingles – Donnersong (Thunder Buddies), der auf einem Sample US-amerikanischen Filmkomödie Ted basiert, schaffte Andorfine im Jahr 2012 den Sprung in die deutschen (Position 25), österreichischen (Position 15) und Schweizer Charts (Position 22).
2015 erreichte der Andorfine-Künstler Geeno Smith mit Stand by Me, einer Coverversion von Ben E. King, Platz 16 der Deutschen Charts. Der Titel wurde von Andorfine Records vom Label Utopic Music an lizenziert.
Von 2001 bis 2020 brachte Andorfine Records mehr als 461 Songs in den Handel.